# Ley de Campbell
Esta ley sugiere que cuanto más utilizado sea un determinado indicador social cuantitativo para la toma de decisiones, mayor será la presión a la que estará sujeto y más probable será que corrompa y distorsione los procesos sociales que, se supone, debería monitorear. Se puede interpretar como el principio de incertidumbre de las ciencias sociales, pues podemos optar por tomar un indicador para medir o por asignar recursos, pero no para que cumpla ambas tareas.
La ley de Campbell es un adagio desarrollado por el científico social Donald T. Campbell en 1976 durante su investigación en el campo de la metodología de la investigación:

Cuanto más se utilice un indicador social cuantitativo para la toma de decisiones sociales, más sujeto estará a las presiones de la corrupción y más apto será para distorsionar y corromper los procesos sociales que se pretende monitorear.

El principio en ciencias sociales de la ley de Campbell es, algunas veces, utilizado para señalar las consecuencias negativas del sistema de evaluación estadounidense promovido por la Ley que ningún niño se quede atrás (No Child Left Behind). En educación esto conduce a la situación conocida como "teaching for the test", es decir, que se reduce el currículum y las actividades docentes, enfocando todo el esfuerzo a aprender cómo hacer las pruebas con las que se van a evaluar los estudiantes. Así, la docencia se degrada en esfuerzos por memorizar contenidos y cierto número de operaciones que son evaluadas, dificultando el trabajo más participativo, por proyectos u otras formas docentes. Otro ejemplo es el problema de los  falsos positivos en Colombia. El gobierno premiaba económicamente a los militares por guerrilleros asesinados, lo que les llevó a asesinar civiles y hacerlos pasar por guerrilleros. O la crisis de las hipotecas subprime en EE UU. Los agentes hipotecarios cobraban en función del número de hipotecas que realizaban, lo que les llevó a camuflar las malas condiciones crediticias de quienes recibían los préstamos. En la Unión de Repúblicas Socialistas Soviéticas fueron numerosos los casos en los que se verifica esta ley, pues el cumplimiento de los planes quinquenales se realizaba según indicadores objetivos, que eran manipulados. Por ejemplo, si se definía la cuota de producción por número de tornillos, se hacían muy pequeños, pero si se hacía por peso, se hacían muy grandes.
La presencia de este fenómeno en diferentes campos y temas de investigación ha llevado a que se enuncie de forma independiente, con ciertas variaciones, como son la crítica de Lucas, la ley de Goodhart o el efecto cobra. Estos enunciados hacen referencia a las ciencias sociales, pero además, también se ha detectado esta regularidad en el ámbito de la inteligencia artificial (IA), en los problemas en torno a la Alineación de la inteligencia artificial. Debido a que los humanos entrenan a la IA con refuerzos, la IA aprende a lograr los refuerzos sin hacer lo que los humanos esperan que haga, en lo que se conoce como reward hacking.